# Río Ångerman
El río Ångerman (en sueco, Ångermanälven) es un río europeo que discurre por el norte de Suecia y desemboca en el golfo de Botnia. Tiene una longitud aproximada de 463 km y drena una cuenca de 31.860 km² (mayor que países como Bélgica o Armenia), que lo convierten en uno de los ríos más largos de Suecia y también en el más caudaloso.

## Geografía

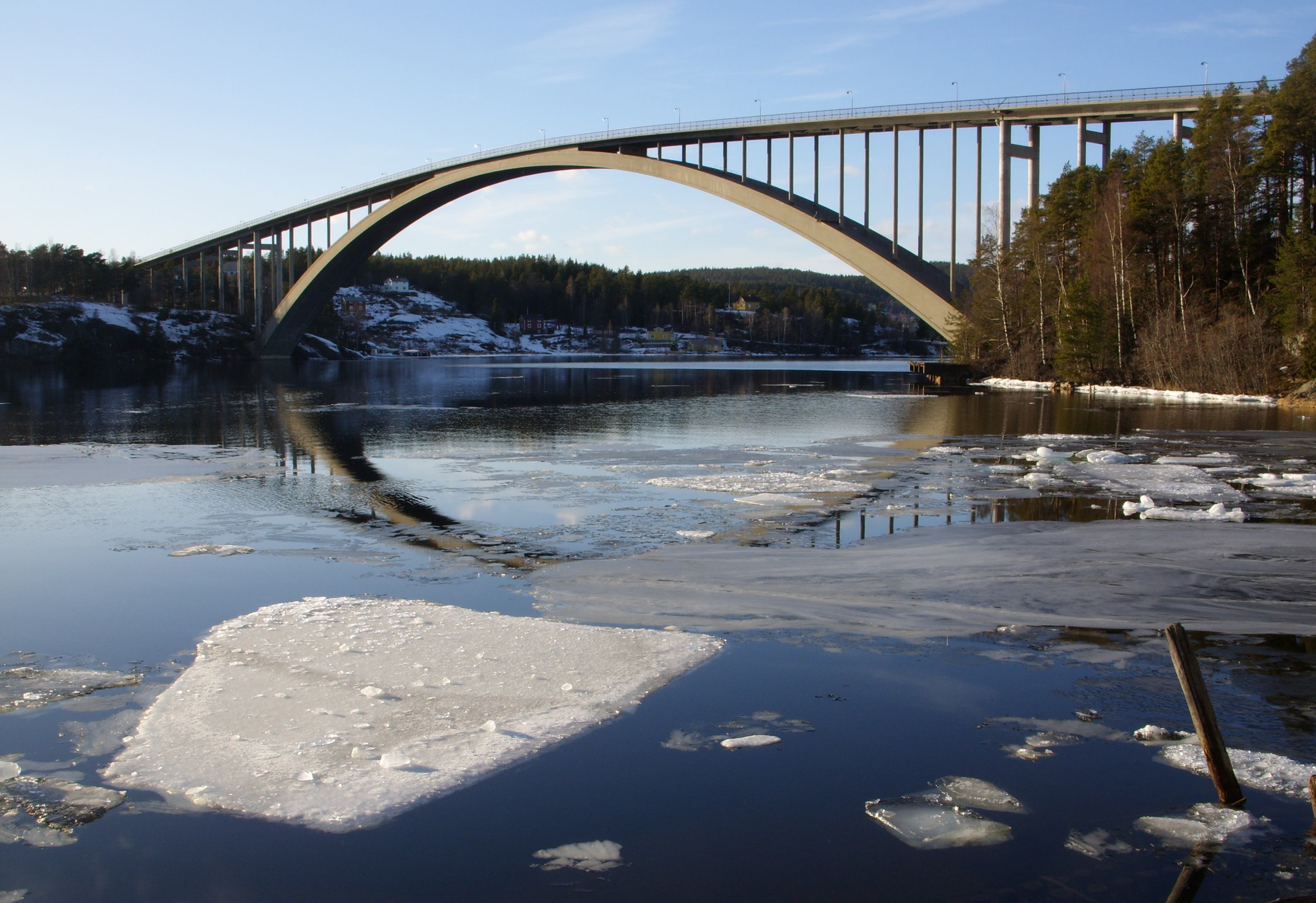
El puente Sandö (febrero)

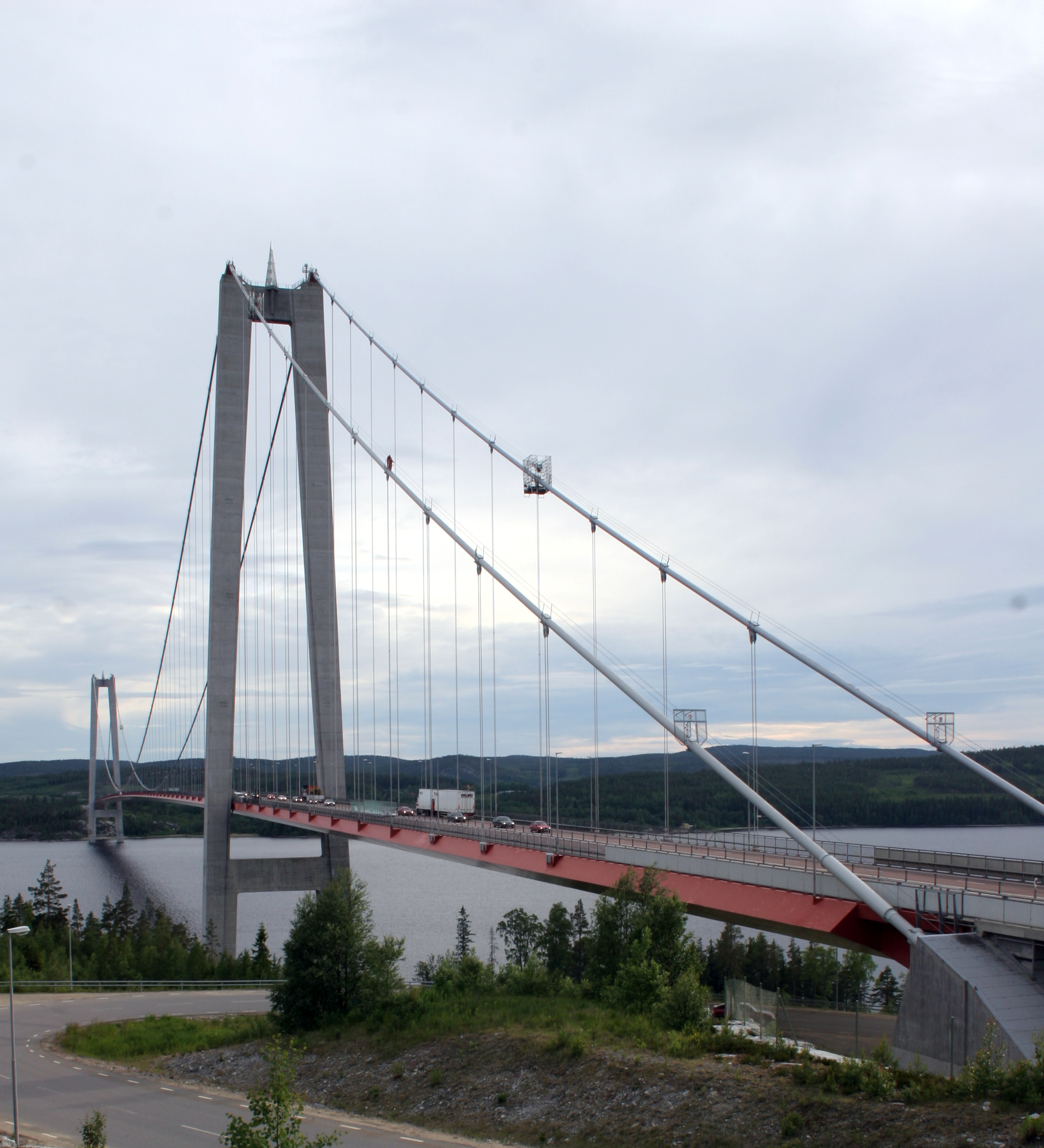
Höga kustenbron, puente cerca de Kramfors. El puente es la segunda edificación más alta de Suecia (186 m).

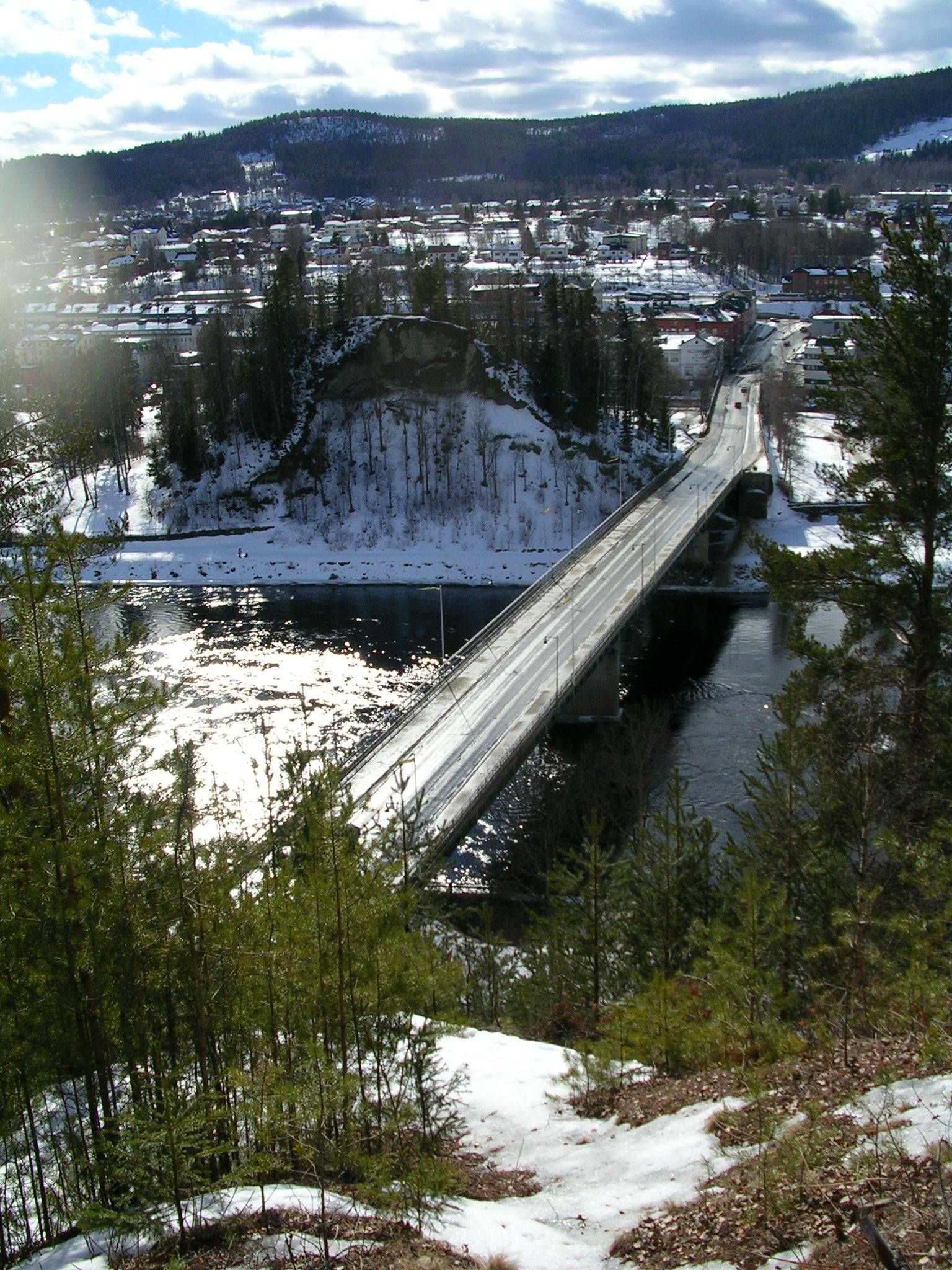
El río Ångerman a su paso por Sollefteå

El río Ångerman nace en los Alpes escandinavos, en el sur de la provincia de la Laponia sueca. El río discurre a través de Jämtland. Aumenta mucho su caudal al cruzar la provincia de Ångermanland, que lleva su nombre. En sus últimos 30 kilómetros, después de la ciudad de Sollefteå (8.530 habitantes en 2005) fluye a través de un pintoresco valle conocido como Ådalen. Luego el río desemboca en el mar Báltico cerca de la ciudad de , cerca de Kramfors (6235 habitantes en 2005), cerca de  Härnösand (18.003 hab.). 
Los principales afluentes del río Ångerman son los ríos Vojmån (225 km y una cuenca de 3543 km²), Fax (340 km y 22.500 km²) y Fjällsjö (80 km).